# Leone (magister officiorum)
Leone (in latino: Leo; fl. 364-376) è stato un politico romano.
Nativo della Pannonia, era numerario di Dagalaifo nel 364; indagò sul sostegno per l'elezione di Valentiniano I a Nicea.
Quando a Roma, nel 370, iniziarono le indagini contro l'uso della magia per danneggiare aristocratici e politici, Valentiniano mandò Leone, all'epoca divenuto notarius, ad affiancare e aiutare il prefetto dell'annona Massimino nelle indagini, nel corso delle quali molti furono torturati e poi messi a morte.
Nel 371 tornò a corte, succedendo poco dopo a Remigio nella carica di magister officiorum Nel 374 tramò contro Sesto Claudio Petronio Probo, sperando di potergli succedere come Prefetto del pretorio d'Italia.
All'ascesa al trono di Graziano fu allontanato dalla corte, sorte certamente migliore di quella di Massimino, che fu invece messo a morte.